# Barry Mills
Barry Mills (Norfolk, 28 maggio 1965) è un produttore televisivo, sceneggiatore e doppiatore statunitense.È noto soprattutto per aver co-creato la serie animata The Rudy and Gogo World Famous Cartoon Show.

## Biografia
Barry Mills è nato il 28 maggio 1965 a Norfolk, in Virginia, ed è cresciuto a Pine Mountain, in Georgia. Dal 1983 al 1984 ha frequentato la Columbus State University, mentre dal 1984 al 1985 il LaGrange College. Nel 1986, Mills si è trasferito ad Atlanta per iniziare a lavorare con la Turner Broadcasting System.

## Carriera

### 1986-1997: Gli inizi alla Turner Broadcasting Systeme Rudy and Gogo
Nel 1986, Mills ha iniziato a lavorare nel reparto spedizioni della Turner Broadcasting System, registrando nel frattempo per hobby dei nastri con musica di diverse band come i The Mekons, Butthole Surfers e Sonic Youth. Durante l'anno successivo ha fatto amicizia con la band The Mekons, ottenendo lo status di "vice-Mekon" e documentando per la band. In seguito ha avviato un programma radiofonico sull'hip hop underground, Macadocious in Effect di WRFG, che ha visto la presenza di diversi DJ ospiti insieme al debutto del rapper Lil Jon. Durante questo periodo ha iniziato a lavorare nel dipartimento operativo della TBS, al tempo nota come Superstation WTBS. Nel marzo 1990 ha lavorato per le promozioni in onda di TNT. Nel febbraio 1994, Mills si è preso una pausa da TNT per seguire i Mekons nel loro tour e lavorare come video freelance per la band.
Nel novembre 1994, Barry è entrato nel dipartimento delle promozioni di Superstation TBS dove ha stretto amicizia con lo scrittore Jack Pendarvis. In seguito, Barry e Pendarvis hanno creato la serie animata The Rudy and Gogo World Famous Cartoon Show presentata in anteprima nel luglio 1995 per TNT. Durante questo periodo, i due hanno formato la rock band Li’l flames. La serie ha funzionato come programma contenitore pomeridiano per cartoni animati classici, con segmenti ospitati da delle marionette e una capra di nome Gogo. TNT avrebbe utilizzato in seguito i personaggi di Rudy e Gogo per altri cartoni animati e speciali televisivi fino alla cancellazione della serie nel 1997. Nella serie, Mills ha prestato la voce a Rudy R. Moore.

### 1998-presente: Cartoon Network e la Sheila Green Productions
Nel gennaio 1998, Mills si è unito allo sviluppo della programmazione di Cartoon Network, lavorando come produttore per la quinta stagione di Space Ghost Coast to Coast. Un anno dopo ha formato un'altra rock band chiamata Donnell Hubard con l'amico di lunga data Matt Maiellaro,. Ha scritto e prodotto anche altre serie animate di genere antologico come The Bob Clampett Show e The Popeye Show. Verso fine anni '90 e i primi anni 2000, Mills ha prestato la sua voce nelle serie animate Aqua Teen Hunger Force, Perfect Hair Forever e Sealab 2021 di Adult Swim e in ToonHeads su Cartoon Network.
Nell'ottobre 2003, dopo un breve periodo di permanenza negli uffici di Adult Swim, Mills ha lasciato la Cartoon Network fondando la Sheila Green Productions. La nuova casa di produzione ha prodotto video musicali per l'etichetta indipendente Bloodshot Records, dei promo televisivi per varie reti televisive e ha pubblicato un DVD in edizione limitata di un concerto degli Hampton Grease Band del 2006. Sheila Green Productions ha curato anche gli aspetti multimediali del tour Executioner's Last Songs di Jon Langford. Nel 2012, Mills ha diretto, prodotto e co-sceneggiato il film indipendente Fun World.

## Filmografia

### Attore

#### Cortometraggi
- Mr. McAllister's Cigarette Holder, regia di John David Allen (1994)

### Produttore
- The Rudy and Gogo World Famous Cartoon Show - serie animata, 50+ episodi (1995-1997)
- Space Ghost Coast to Coast - serie animata, 5 episodi (1998-1999)
- The Bob Clampett Show - serie animata, 26 episodi (2000-2001)
- The Popeye Show - serie animata, 45 episodi (2001-2003)

### Doppiatore
- The Rudy and Gogo World Famous Cartoon Show - serie animata, 50+ episodi (1995-1997)
- Space Ghost Coast to Coast - serie animata, 1 episodio (1995)
- The Brak Show - serie animata, 1 episodio (2002)
- Sealab 2021 - serie animata, 1 episodio (2003)
- Aqua Teen Hunger Force - serie animata, 1 episodio (2003)
- Perfect Hair Forever - serie animata, 1 episodio (2005)

### Sceneggiatore
- The Rudy and Gogo World Famous Cartoon Show - serie animata, 50+ episodi (1995-1997)
- The Bob Clampett Show - serie animata, 26 episodi (2000-2001)
- The Popeye Show - serie animata, 45 episodi (2001-2003)

#### Cortometraggi
- Fun World, regia di Barry Mills (2012)

### Editore
- 12 oz. Mouse - serie animata, 2 episodi (2006)

#### Cortometraggi
- Fun World, regia di Barry Mills (2012)